# Greenway Sound
Greenway Sound är ett sund i Kanada.   Det ligger i provinsen British Columbia, i den sydvästra delen av landet, 3 800 km väster om huvudstaden Ottawa.
I omgivningarna runt Greenway Sound växer i huvudsak barrskog.